# Burgfeld (Lübeck)

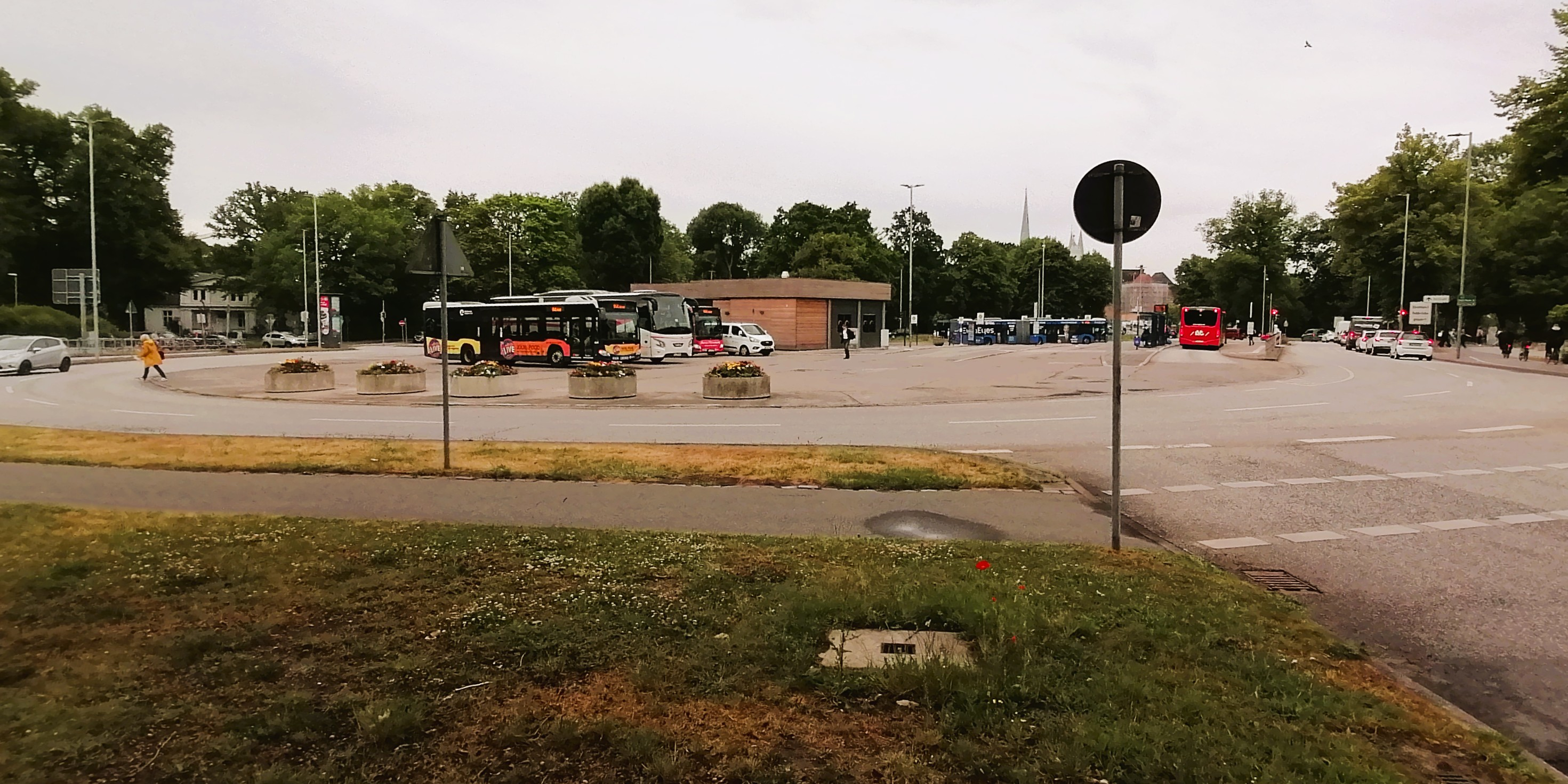
Das Burgfeld, 2025

Das Burgfeld, 2025

Das Burgfeld in Lübeck ist ein nördlich des Burgtors außerhalb der Altstadt gelegenes Gebiet. Gustav-Radbruch-Platz ist der offizielle Name für den bei der heutigen Bebauung markantesten Teil des Burgfeldes mit seiner großen Verkehrsinsel. Im Lübecker Sprachgebrauch ist Burgfeld die gängige Bezeichnung für den Gustav-Radbruch-Platz, der nur selten bei seinem offiziellen Namen genannt wird.

## Beschreibung
Das Burgfeld befindet sich nördlich der Altstadtinsel, vor dem Burgtor. Sein Name geht zurück auf die schon seit dem 13. Jahrhundert nicht mehr existierende Lübecker Burg, deren Stelle heute das Burgkloster einnimmt. Die Fläche des Burgfeldes lässt sich nicht bestimmen, da seine Grenzen nicht exakt definiert waren.
Als der Lübecker Stadtbefestigung vorgelagertes Gelände blieb das Burgfeld über die Jahrhunderte weitgehend unbebaut, um das Schussfeld nicht zu beeinträchtigen. Erst nach der Entfestigung Lübecks und nach dem Ende der Franzosenzeit, besonders aber nach Aufhebung der Torsperre 1864, entstanden am Burgfeld Wohnhäuser der neuen Vorstadt St. Gertrud, benannt nach der dort früher gelegenen St.-Gertrud-Kapelle.
Im Jahre 1806 war das Burgfeld während der Schlacht bei Lübeck Hauptschauplatz der Gefechte zwischen preußischen und französischen Truppen.

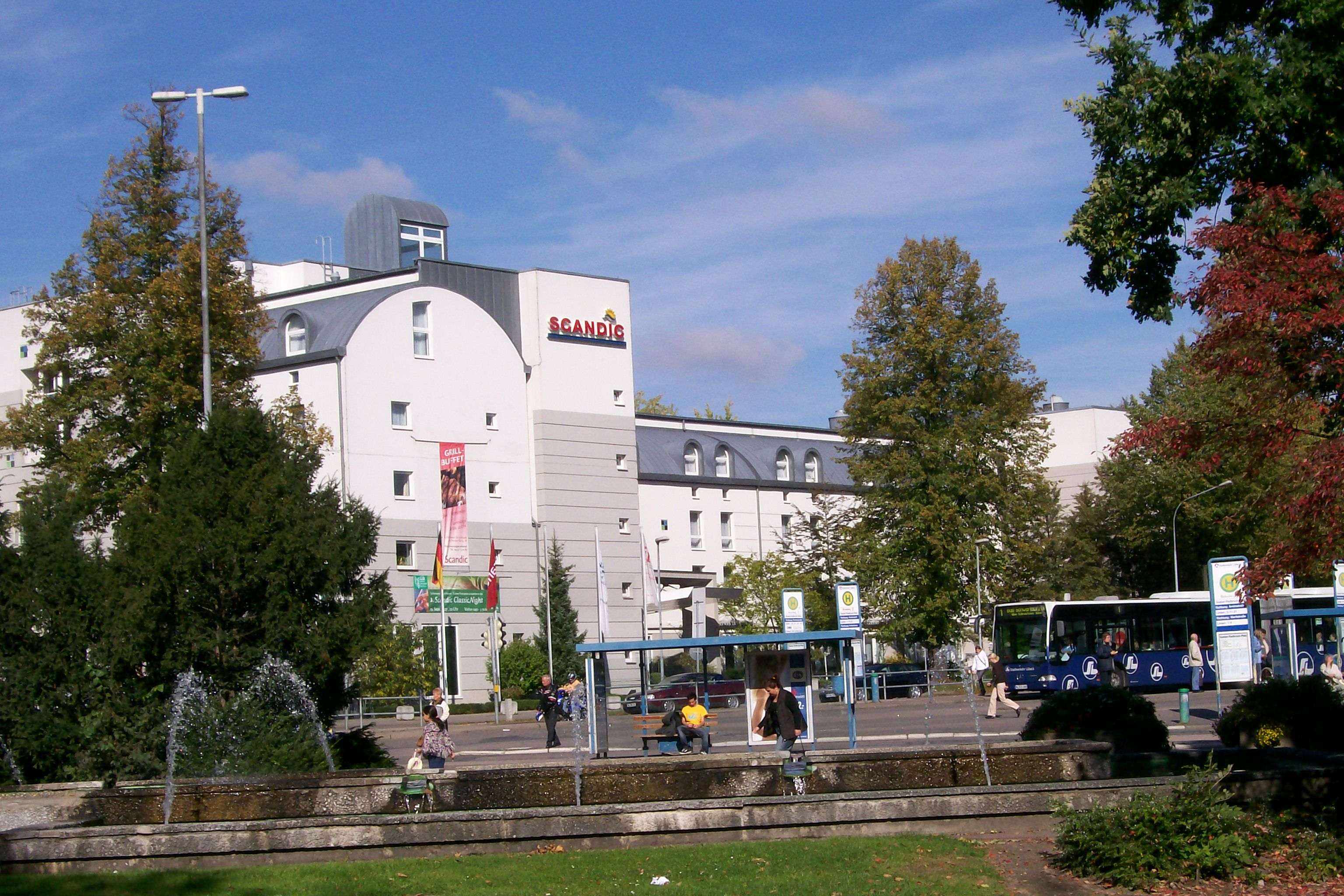
Burgfeld, Westseite

Von 1852 bis 1914 wurde das Burgfeld als Veranstaltungsort genutzt. So fand hier das alljährliche Lübecker Volks- und Erinnerungsfest statt oder es gastierte dort ein Zirkus wie der Circus Corty & Althoff.

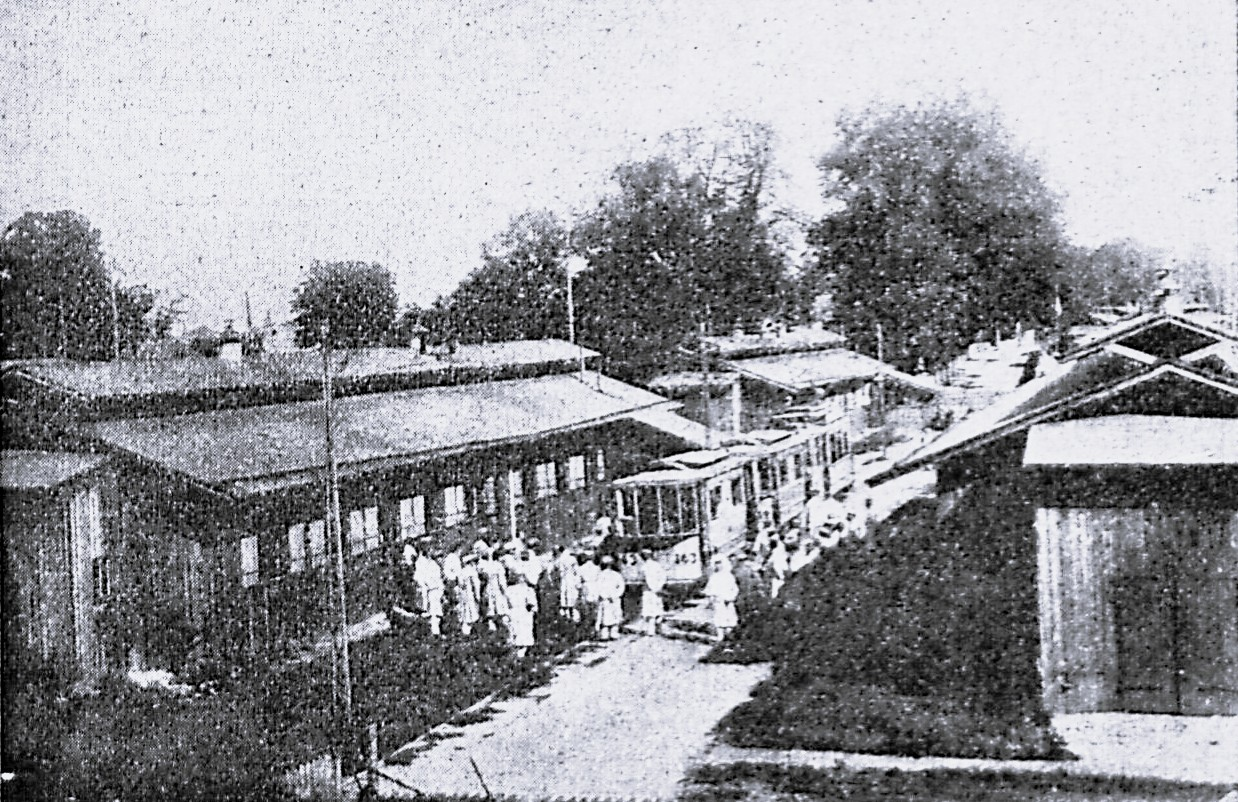
Ankunft von Verwundeten im Barackenlazarett während des Ersten Weltkriegs

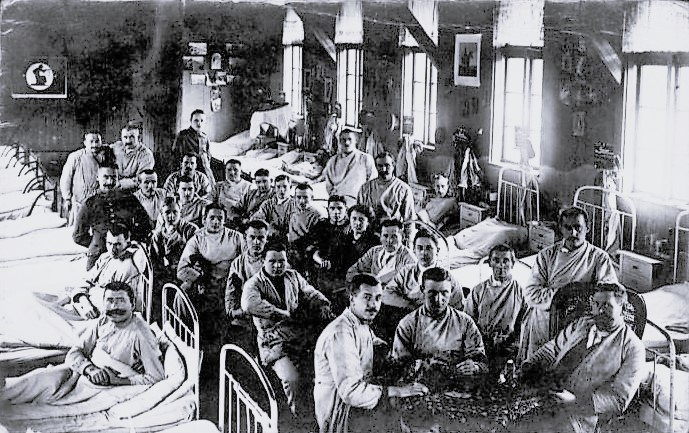
Im Barackenlazarett

Die Kriegsintendantur in Altona, Sitz des XI. Armee-Korps, hatte schon zu Beginn des Ersten Weltkriegs hier, da der Platz hierfür als besonders geeignet galt, ein aus 36 Baracken bestehendes Lazarett mit eigenem Straßenbahnanschluss für den Verwundetentransport vom Bahnhof auf das Gelände des Barackenlazaretts errichten lassen. Die Fläche des Burgfeldes umfasste seinerzeit den heutigen Platz und erstreckte sich die Israelsdorfer Allee bis zur Adolfstraße hinauf. Die Leitung und Organisation des Barackenlazaretts hatte sie dem Lübecker Oberstabsarzt d. R. übertragen. Bereits zu dessen Planung ging man davon aus, dass es das größte im Norden werden würde. Es heißt, dass das Lazarett in diesem Krieg zu den größten innerhalb des Reiches gehörte, bzw. das größte gewesen sei.
Um auf dem Burgfeld wieder eine freie Fläche für Veranstaltungen zu schaffen, wurde das Barackenlazarett, allerdings bedingt durch die herrschende Wohnungsnot nur teilweise, abgerissen. So kehrte das Volksfest wieder auf das Burgfeld zurück, bis es 1927 auf den neuen Volksfestplatz an der Travemünder Allee beim Lauerholz verlegt wurde. Aus den verbleibenden Baracken wurden provisorische Wohnungen. Einige von diesen sollten bis 1952 bewohnt bleiben.

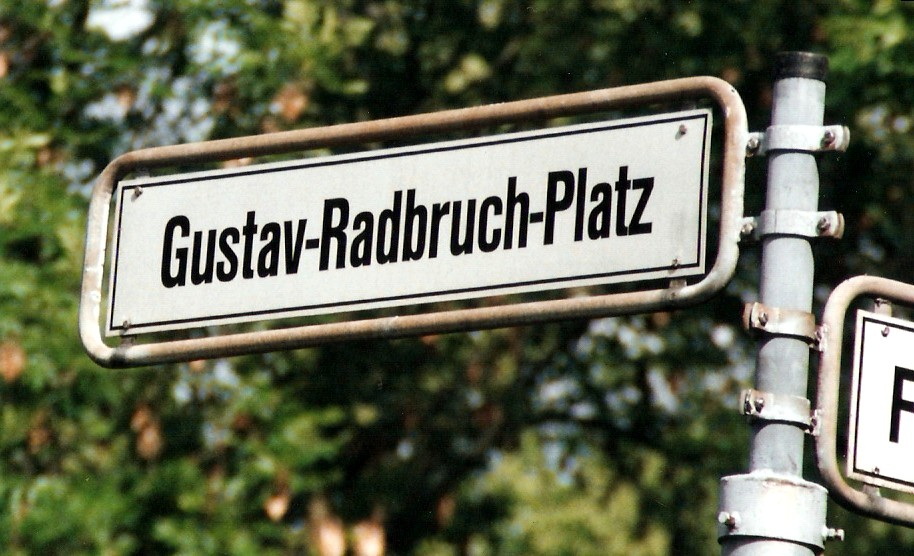
Gustav-Radbruch-Platz zu Lübeck

Am 19. Februar 1933 fand auf dem Burgfeld mit 15.000 Teilnehmern die letzte große Demonstration gegen die Nationalsozialisten statt. Julius Leber war anwesend, aber schon mit Redeverbot belegt, weshalb statt seiner Fritz Solmitz sprach.
Am 6. Juni 1963 wurde das Burgfeld anlässlich des Richtfestes des neuen Verkehrsverteilers für den Stadtverkehr in Gustav-Radbruch-Platz umbenannt, nachdem das Burgfeld bereits zu einem großen Kreisverkehr geworden war und sich danach zu einem wichtigen Knotenpunkt des Lübecker Stadtbusnetzes entwickelt hatte. Der zugleich angelegte 120 m lange Fußgängertunnel von der Roeckstraße bis zum heutigen Hotelgebäude wurde bald wieder zugeschüttet. Wegen seiner gekrümmten Bauweise war der Weg für Passanten nicht übersehbar und der Tunnel galt bald als kaum beherrschbares Sicherheitsrisiko.

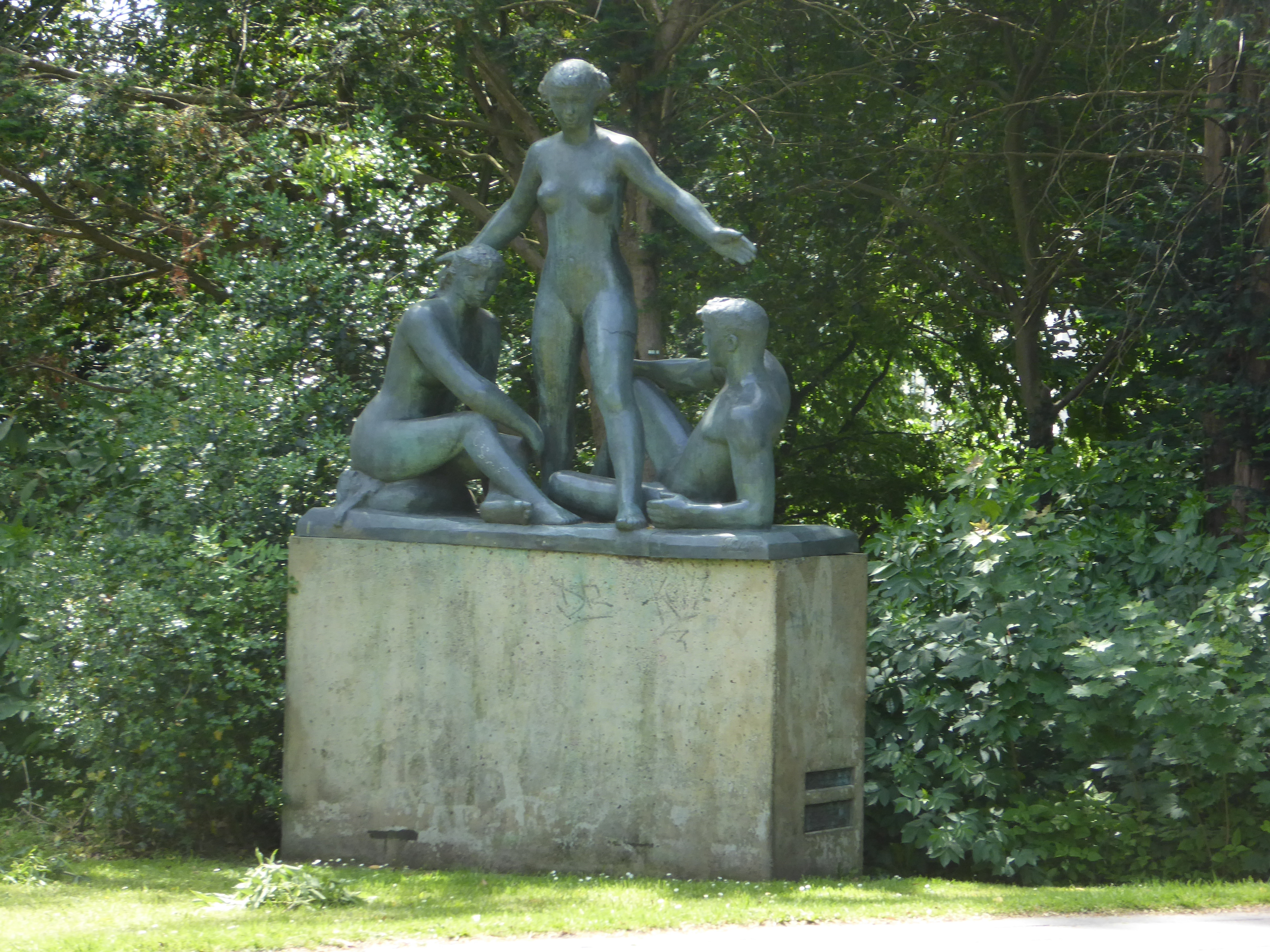
„Mädchengruppe“, Nachguss der Plastik von Karl Geiser

Bis heute ist Burgfeld im Lübecker Sprachgebrauch die gängige Bezeichnung für den Gustav-Radbruch-Platz, der nur selten bei seinem offiziellen Namen genannt wird, sowie für die sich entlang der Travemünder Allee anschließende öffentliche Grünanlage und die Sportplätze.
Am Rande des Burgfelds steht in einer kleinen Grünanlage ein Nachguss der „Mädchengruppe“ des Schweizer Künstlers Karl Geiser. Das Original entstand für das Gymnasium Kirchenfeld in Bern. Der Nachguss ist eine Spende von Lübecks Ehrenbürger Rodolfo Groth, angefertigt von der Kunstgießerei Pastori in Genf, und war ursprünglich als Ersatz für den 1934 abgebrochenen Marktbrunnen gedacht. Nach der Fertigstellung entschied man sich gegen diesen prominenten Standort.
Ab 2016 wurde der Platz nach und nach in zwei ampelgesicherte Kreuzungen umgebaut. Im September 2016 wurde die Brunnenanlage von 1964 abgerissen.